# Živojin Mišić
Živojin Mišić (srbsky Живојин Мишић; 19. července 1855 Struganik - 20. ledna 1921 Bělehrad) byl srbský voják a polní maršál, srbský národní hrdina. Zúčastnil se všech srbských válek od roku 1876 do roku 1918. Přímo velel první srbské armádě v bitvě na Kolubaře roku 1914, kde se Srbové ubránili početně silnější a lépe vyzbrojené rakousko-uherské armádě. Po zapojení dohodových spojenců do první světové války a obrany Srbska byl v závěru války na Soluňské frontě náčelníkem nejvyššího velení. Proslavil se heslem "kdo nezná strach, jde kupředu" ("ko ne zna za strah, taj ide napred").

## Život
Jeho rodná ves leží poblíž Mionicy. Narodil se jako nejmladší dítě z osmi dětí (které přežily), v chudé rolnické rodině. Základní školu dokončil v Kragujevaci, ve svých vzpomínkách přitom tvrdil, že měl potíže s městskými dětmi, které se mu za rolnický původ posmívaly. Roku 1874 úspěšně ukončil studium na gymnáziu v Kragujevaci a byl přijat na vojenskou akademii. V přijímacích zkouškách se umístil na 19. místě. V roce 1884 se oženil s Němkou Louise Kriknerovou (1865-1956) a měl s ní posléze šest dětí, tři syny a tři dcery.
Vyznamenal se v srbsko-tureckých válkách v letech 1876 a 1878, kde si vysloužil hodnost poručíka pěchoty. Bojoval též v srbsko-bulharské válce v roce 1885. Po atentátu na krále Aleksandara Obrenoviće (viz zavraždění srbské královské rodiny), a tím pádem nástupu Karađorđevićů na trůn, byl nucen odejít do důchodu, patrně po nátlaku nacionalistických důstojníků z Černé ruky. Byl totiž považován za příliš blízkého staré, obrenovićské dynastii. Nicméně po naléhání náčelníka štábu vrchního velení srbské armády generála Radomíra Putnika byl znovu aktivován. Putnik z něj pak udělal svého pobočníka.
V této pozici se zúčastnil i balkánských válek. Po bitvě u Kumanova v první balkánské válce byl povýšen na generála. Během kritických momentů bulharské překvapivé ofenzívy v bitvě u Bregalnice během druhé balkánské války, kdy většina štábu navrhla, aby se srbská armáda stáhla do druhé linie obrany, Mišić přesvědčil Putnika, aby nařídil armádě odrazit útok, čímž významně přispěl k srbskému vítězství v bitvě.
Během tzv. červencové krize v roce 1914 Mišić zastupoval nemocného Putnika, který se zotavoval v lázních. Po invazi Rakousko-Uherska byl tudíž pověřen velením srbské první armády, která měla první vlnu rakouského útoku zastavit. V prosinci 1914 se mu to podařilo, když vyhrál v bitvě u Kolubary, jež vyústila v ponižující útěk rakousko-uherských sil ze Srbska. Po tomto triumfu byl povýšen do hodnosti polního maršála.
Během zimy 1915-16 byl nucen organizovat velký ústup srbské armády přes albánské hory, před druhou rakousko-uherskou a tentokráte i německou invazí (nakonec se k ní přidalo i Bulharsko). Byl odhodlán ústup zastavit a přejít do protiútoku, ale král Petar I. a ostatní velitelé armády ho na schůzce v Peći přemluvili, aby tak nečinil. To ho sice na čas psychicky zdeptalo, ale vzpamatoval se, ústup dokončil a v roce 1916 již znovu velel první armádě, která přinutila ke stažení bulharskou armádu v bitvě u Gorniceva (též zvané bitva u Malka Nidže). Ke konci války v červnu 1918 byl Mišić jmenován náčelníkem nejvyššího dohodového velení na Soluňské frontě a velel srbské armádě během průlomu v září 1918.
Byl zastánce jednoty balkánských národů a vzniku společného jugoslávského státu. Po válce v roce 1918 byl jmenován náčelníkem generálního štábu armády Království Srbů, Chorvatů a Slovinců. Až do své smrti v roce 1921 též učil na vojenské akademii v Bělehradě. Začal psát paměti Moje uspomene, ale nestihl je dokončit, takže nepopsal peripetie první světové války. Vydané torzo nicméně zaujalo například poznámkami o tom, že Srbové jsou naivní a příliš idealistický národ.